# Großes Wiesbachhorn
Das Große Wiesbachhorn ist mit einer Höhe von 3564 m ü. A. nach dem Großglockner mit seinen Trabanten der zweithöchste eigenständige Berg der Glocknergruppe und steht im Bundesland Salzburg in Österreich. Der vollkommen freistehende Firndom bildet den Hauptgipfel des Fuscher/Kapruner Kammes und wird in alpinistischer Literatur oft als Rivale zum Großglockner gesehen. Der tiefe Absturz gegen Osten und Südosten weist mit über 2400 m einen der größten Höhenunterschiede zwischen Tal und Gipfel in den Ostalpen auf. Von alpinistischer Bedeutung war die Erstbegehung der Nordwestwand am 15. Juli 1924 durch Franz Riegele und Willo Welzenbach. Sie verwendeten zur Fortbewegung am sogenannten Eiswulst zum ersten Mal Eishaken, die später zu Eisschrauben weiterentwickelt wurden. Die Nordwestwand war eine der klassischen Eiswände der Ostalpen; mittlerweile ist das Eis jedoch völlig abgeschmolzen.

## Lage und Umgebung

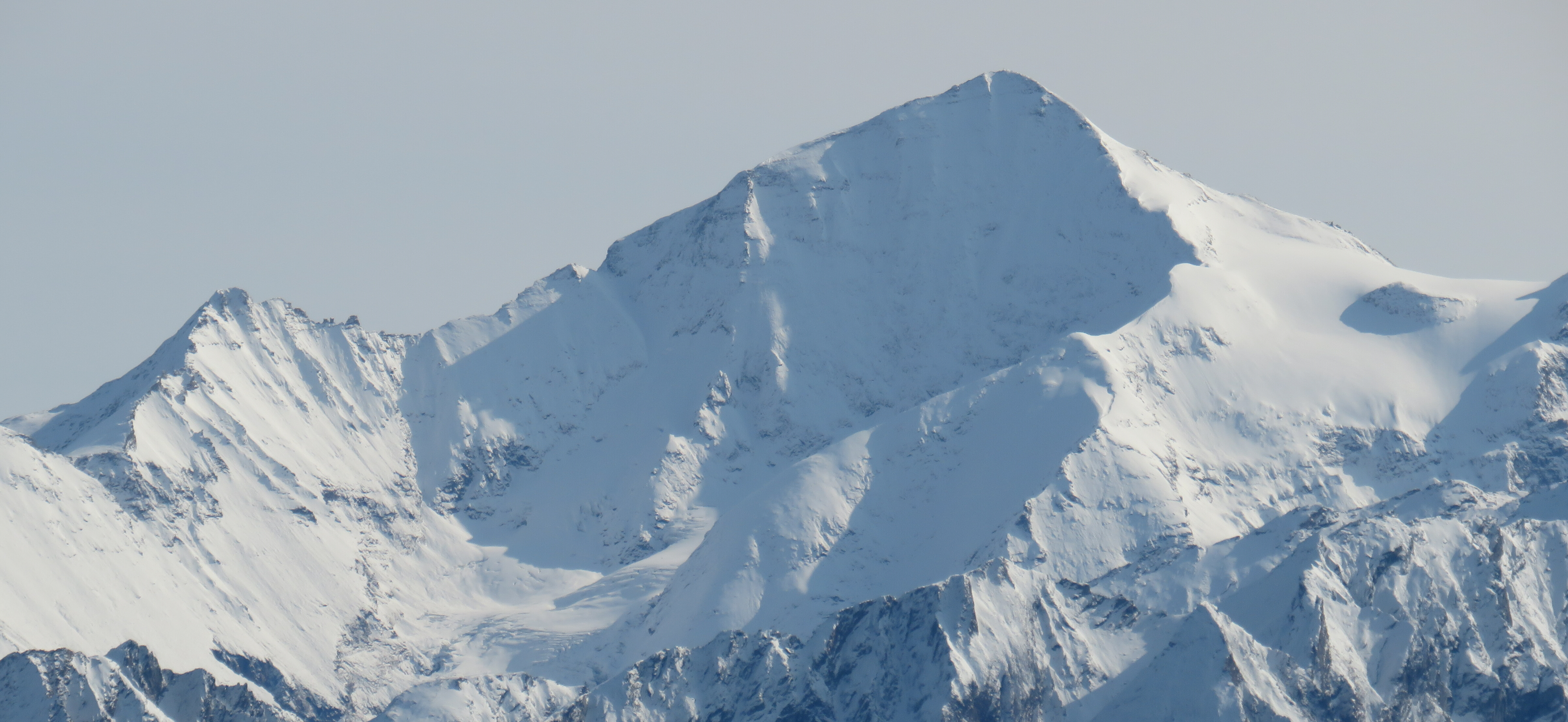
Kleines (links) und Großes Wiesbachhorn (rechts) mit Wielinger- (Mitte) und Kaindlkees (rechts), zwischen beiden Gipfeln die Sandbodenscharte, ganz oben rechts die Wielingerscharte

Das Große Wiesbachhorn ist fast vollständig von Gletschern umgeben. Im Norden liegt das Wielingerkees, im Nordosten fließt das Sandbodenkees östlich hinunter in den Sandboden. Im Süden liegt das Teufelsmühlkees und im Westen das  Kaindlkees. Bedeutende benachbarte Berge sind im Norden, getrennt durch die auf 3211 m Höhe gelegene Sandbodenscharte, das Kleine Wiesbachhorn mit einer Höhe von 3283 m. Im Südwesten, jenseits der auf 3228 m hoch gelegenen Wielingerscharte, zwischen Kaindlkees und Teufelsmühlkees, liegen die beiden Bratschenköpfe (3413 m und 3401 m). Nach Westen fällt das Gelände zum Stausee Mooserboden im Kapruner Tal ab, nach Osten ins Fuscher Tal. Die nächstgelegene bedeutende Siedlung ist das in etwa 10 Kilometer Luftlinie in nördlicher Richtung liegende Fusch an der Großglocknerstraße.

## Aufstiege

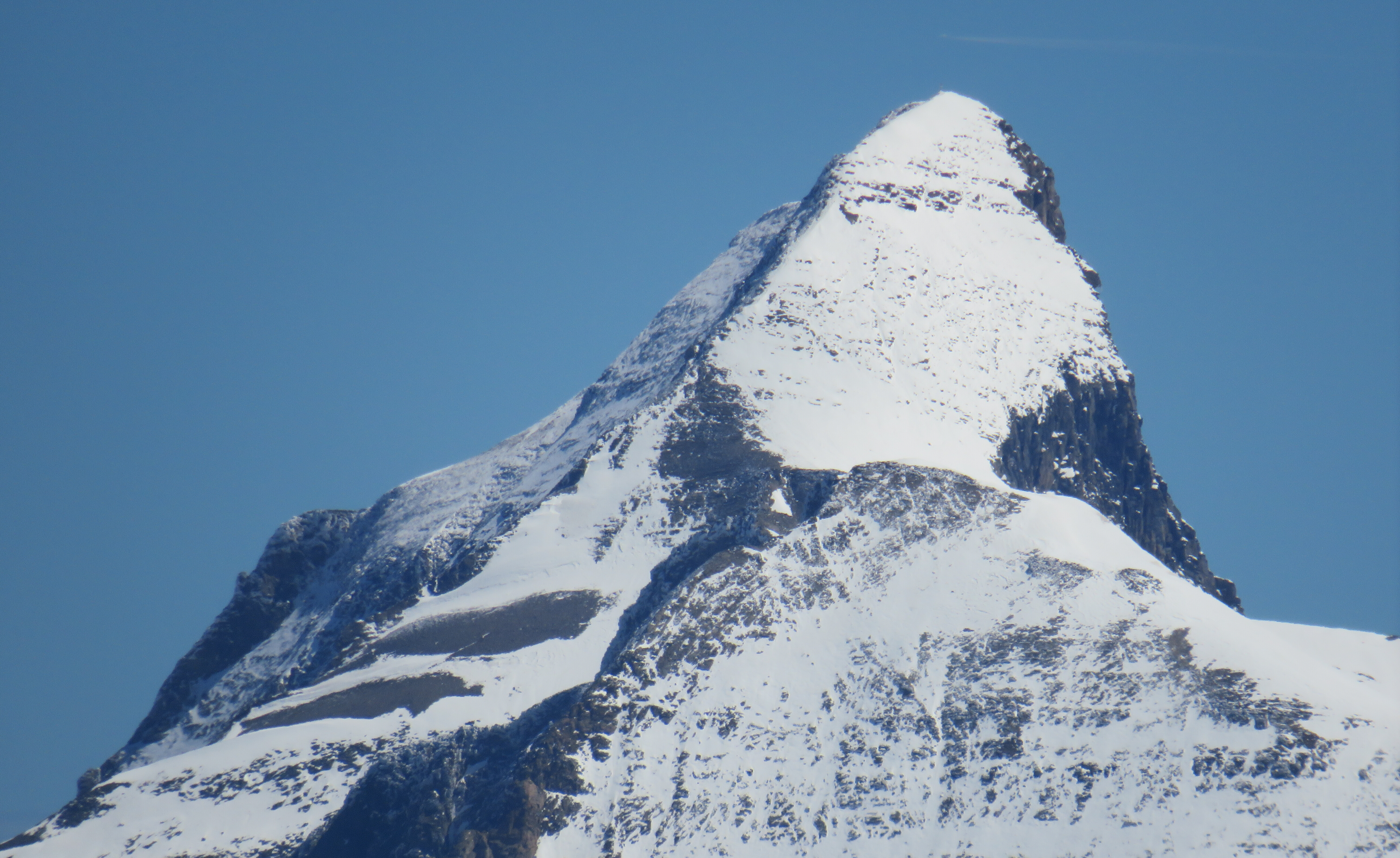
Großes Wiesbachhorn von Südwesten, von der Klockerin. Der Normalweg führt über den teils abgeblasenen Südwestgrat. Links hinten der Nordostgrat zur Sandbodenscharte, vorn der Hintere Bratschenkopf.

Der heute selten begangene ursprüngliche Weg der Fuscher Bauern Ende des 18. Jahrhunderts führte von Ferleiten in 3½ Stunden zum Standort der späteren Schwarzenberghütte und von dort in 4 Stunden an den Bratschenköpfen vorbei auf den Gipfel des Horns. Heutiger Ausgangspunkt für eine Besteigung ist das Heinrich-Schwaiger-Haus. Von dort führt der Normalweg durch einen seilgesicherten Kamin sowie über den Unteren und den Oberen Fochezkopf und den mittlerweile eisfreien Kaindlgrat in etwa 3 Stunden auf den Gipfel. Eine 35° geneigte Firnschneide auf dem Aufstiegsweg ist inzwischen abgeschmolzen, geübte Bergwanderer können den Gipfel somit bei günstigen Bedingungen ohne Steigeisen erreichen. Die Felspartien weisen den Schwierigkeitsgrad UIAA I auf. Die klassischen Routen durch die 500 Meter hohe Nordwestwand erforderten Kletterfähigkeiten im Eis bis 60° Neigung.

## Sonstiges

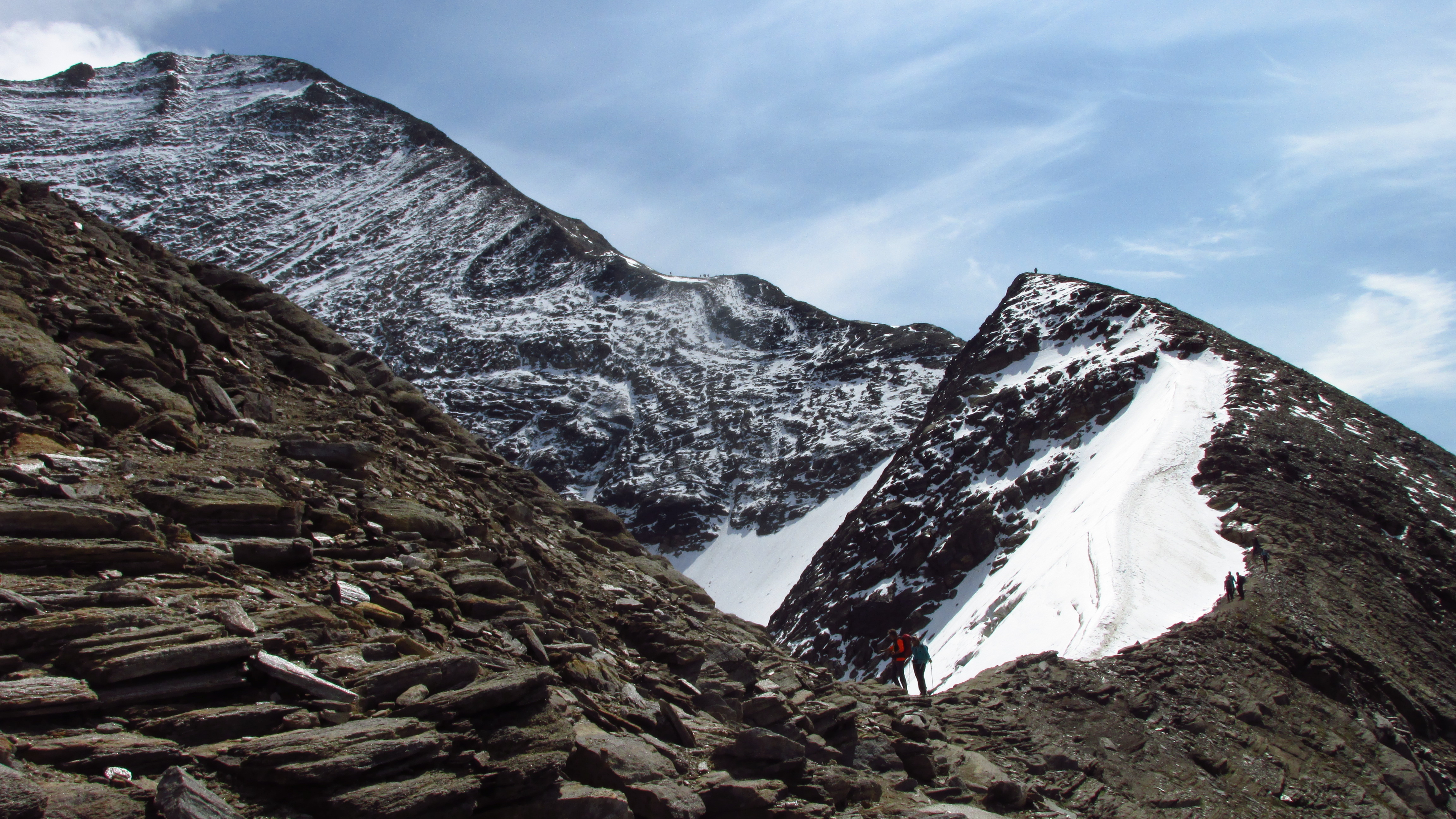
Der Kaindlgrat war im Sommer 2021 völlig ohne Eisberührung begehbar, die Nordwestwand eisfrei.

Am 16. Mai 1932 verunglückte Toni Schmid (Erstdurchsteiger der Nordwand des Matterhorns) am Wiesbachhorn tödlich.
2017 brachen etwa 150 000 m³ Fels vom Ostgrat des Kleinen Wiesbachhorns ab und stürzten nach Süden auf das Sandbodenkees. Der zurückweichende Permafrost wird als Ursache angegeben.